# Острвица (тврђава)
Острвица (негде и Островица) је средњовековна тврђава чији се незнатни остаци уздижу на истоименом врху планине Рудник, у атару села Заграђе код Горњег Милановца.
У изворима се први пут јавља након смрти краља Милутина (1282—1321), када су се у њега склањали Дубровачки трговци, који су боравили у суседној тврђави Рудник. Крајем века, Острвица је послужила као уточиште војводи Николи Зојићу, господару рудничког краја. Он је са Новаком Белоцрквићем организовао побуну против младог кнеза Стефана Лазаревића (кнез 1389—1402, деспот 1402—1427), која је откривена, након чега се Никола са породицом (супругом и четири ћерке) склонио у утврђење у коме се замонашио и тако избегао вероватну смрт.
Османлије су га први пут заузеле 1438. године, да би после Сегединског мира и обнове Српске деспотовине 1443. године био враћен Ђурђу Смедеревцу (1427—1456). У османске руке је поново пао 1454. године, а није познато када је напуштен.
На основу врло мало очуваних остатака, тешко је ближе реконструисати изглед некадашње тврђаве. Претпоставља се да је цитадела била састављена из два дела смештена на два највиша дела врха, који су међусобно били повезани бедемом и са јужне стране заштићених сувим шанцем. У подножју оштрог дела врха, који је заправо остатак некадашње вулканске купе, простирало се тврђавско подграђе.

## Галерија
- Врх Острвица са своја два дела
- Остаци дела бедема и вештачки шанац
- Остаци дела бедема
- Обронци врха на коме се налази цитадела